# ザグレブ (駆逐艦)
「ザグレブ (Zagreb)」はユーゴスラビア王国の駆逐艦。ベオグラード級。

## 艦歴
スプリトのJadranska brodogradilištaでフランスの監督のもと建造された。1936年起工。1938年3月30日進水。「ザグレブ」はユーゴスラビアで建造された最初の軍艦であった。その進水式は陸海軍大臣の妻が監督し、またそれを記念して祝日が宣言された。1939年8月就役。
1941年4月のドイツ主導のユーゴスラビア侵攻時、「ザグレブ」はコトル湾の第1水雷隊に属していた。4月6日の戦争勃発以来コトル湾の船や施設は枢軸国軍機の攻撃を受けたが、至近弾はあったものの「ザグレブ」への爆弾の命中はなかった。4月16日、「ザグレブ」乗員はユーゴスラビア軍が間もなく降伏することを知らされ、これ以上の抵抗はしないよう命じられた。それを受けて、乗員の大半は退艦した。翌日イタリア軍がコトル湾に近づくと、二人の下級士官Milan SpasićとSergej Mašeraは艦長や艦に残っていた乗員を退艦させ、艦が捕獲されないように沈めるための爆薬を設置した。両名は爆発によって死亡した。艦の大半は沈んだが、水上に出ている部分はその後何日も燃え続けた。Spasićの遺体は4月21日に岸に打ち上げられ、5月5日に正式な軍葬が執り行われた。Mašeraの頭部も岸に打ち上げられ、地元の住民によってひそかに埋葬された。
1973年のユーゴスラビア海軍設立30周年記念日に、ユーゴスラビア大統領ヨシップ・ブロズ・チトーは両士官にOrder of the People's Heroを追贈した。1980年代中頃、Mašeraの頭部は掘り起こされて法医学的に身元確認がなされ、そののちリュブリャナの墓地に埋葬された。
「ザグレブ」の艦首の一部はコトルにあるモンテネグロの海事博物館で展示されている。

## 要目
- 排水量：基準1,210トン（1,190英トン）、満載1,655トン（1,629英トン）
- 長さ：98メートル（321フィート6インチ）
- 幅：9.45メートル（31フィート）
- 吃水：3.18メートル（10フィート5インチ）
- 機関：ヤーロー式水管ボイラー3基、パーソンズ式蒸気タービン、40,000–44,000馬力、2軸
- 速力：35ノット
- 乗員：145名
- 兵装：120㎜単装砲4、40㎜連装機銃2、550㎜3連装魚雷発射管2、機銃2、爆雷30